# Cistanthe minuscula
Cistanthe minuscula är en källörtsväxtart som först beskrevs av Añon, och fick sitt nu gällande namn av I. Peralta. Cistanthe minuscula ingår i släktet Cistanthe och familjen källörtsväxter. Inga underarter finns listade i Catalogue of Life.